# Dirhinus excavatus
Dirhinus excavatus är en stekelart som beskrevs av Johan Wilhelm Dalman 1818. Dirhinus excavatus ingår i släktet Dirhinus och familjen bredlårsteklar. Inga underarter finns listade i Catalogue of Life.